# Georg Herman Monrad-Krohn
Georg Herman Monrad-Krohn, född 14 mars 1884 i Bergen, Norge, död 9 september 1964 i Oslo, var en norsk läkare, som från 1922 var professor och överläkare vid Rikshospitalets neurologiska avdelning i Oslo. Han gav ut flera vetenskapliga skrifter inom neurologins område.

## Biografi
Monrad-Krohn var sonsons son till Michael Krohn och far till Lars Monrad-Krohn. Han studerade vid National Hospital, Queens Square i London, och besökte ofta Paris för att arbeta på Pitié-Salpêtrière Hospital. År 1917 återvände han till Norge och började studera vid Neurologiska universitetskliniken i Oslo (Rikshospitalet), där han utnämndes till professor 1922. År 1927 blev han professor i neurologi vid Universitetet i Oslo, och senare professor emeritus i neurologi. Han avgick från denna professur vid 70 års ålder. Monrad-Krohn dog 1964 efter en lång karriär inom vad både han och Acta Neurologica Scandinavica kallade "kampen för neurologi".

## Vetenskapligt arbete
Monrad-Krohn var intresserad av olika språkstörningar, särskilt dysprosodi, och han introducerade termen aprosodi till området. Han skrev en bok med titeln "The Clinical Examination of the Nervous System", varav sju upplagor gavs ut som texter som skulle läsas i studier av området. Dessa är nu ansedda antikvaria, och är samlarobjekt. Han var också särskilt intresserad av reflexer. Hans avhandling från 1918 baserades på observationer av bukreflexer. År 1922 genomförde han en stor studie av ansiktsreflexer hos patienter med spetälska och förlamningen som de visade. Ansiktsimiteriet som visas av dem trots deras förlamning, som kallas "paradoxal känslomässig hypermimi" fick namnet "Monrad-Krohn Sign".

## Utmärkelser och hedersbetygelser
Under sin karriär fick Monrad-Krohn följande utmärkelser och utnämningar:
- Michael Skjelderup guldmedalj 1910
- Norska Neurologiska Föreningen, Ordförande 1921-1931
- Folkhälsoföreningen, ordförande 1925-1931
- Norges vetenskapsakademi, invald 1929
- Medlem i neurologiska företag i Frankrike, Danmark och Estland,etc.
- Fellow vid Royal College of Surgeons och fellow vid Royal Society of Medicine i Storbritannien
- Hedersdoktor vid Göteborgs universitet 1954
- Företrädare för medicinska fakulteten vid Universitetet i Oslo sedan 1945
- Hedersledamot i Norges neurologiska förening, Svenska läkaresällskapet, American Academy of Neurology och Société de Neuroscience de France
- Riddare av 1 klass av norska St. Olavs Orden 1952, danska Dannebrog, svenska Nordstjärneorden och officer av franska hederslegionen[8]

## Monrad-Krohn-priset
År 1933 instiftade han Monrad Krohns pris för främjande av neurologisk forskning. Detta pris delas årligen ut av medicinska fakulteten vid Universitetet i Oslo till antingen forskare eller forskningsanläggningar, som anses ha bidragit genom forskning till framsteg inom neurologiområdet.